# Jackie Milburn
John Edward Thompson "Jackie" Milburn (11 de maig de 1924 - 9 d'octubre de 1988) fou un futbolista anglès de la dècada de 1950.
Fou internacional amb la selecció d'Anglaterra amb la qual participà en la Copa del Món de futbol de 1950. Passà la major part de la seva carrera al Newcastle United FC, jugant més tard al Linfield.

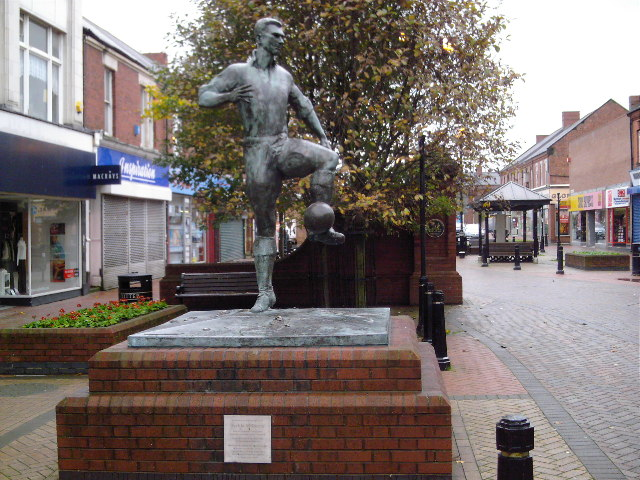
Estàtua de Milburn a Ashington.

## Palmarès
Newcastle United FC
- FA Cup: 1951, 1952, 1955

Linfield
- Lliga nord-irlandesa de futbol: 1958-59, 1959-60
- Copa nord-irlandesa de futbol: 1959-60